# Kloster San Clodio
Das Kloster San Clodio (Sanctus Claudius; San Clodio de Leiro oder de Ribadavia) ist eine ehemalige Zisterzienserabtei in der Provinz Ourense in Galicien in Spanien. Es liegt rund 1 km östlich von Leiro rund 30 km westlich von Ourense (Orense) im Tal des Rio Avia, rund 10 km nördlich von Ribadavia.

## Geschichte

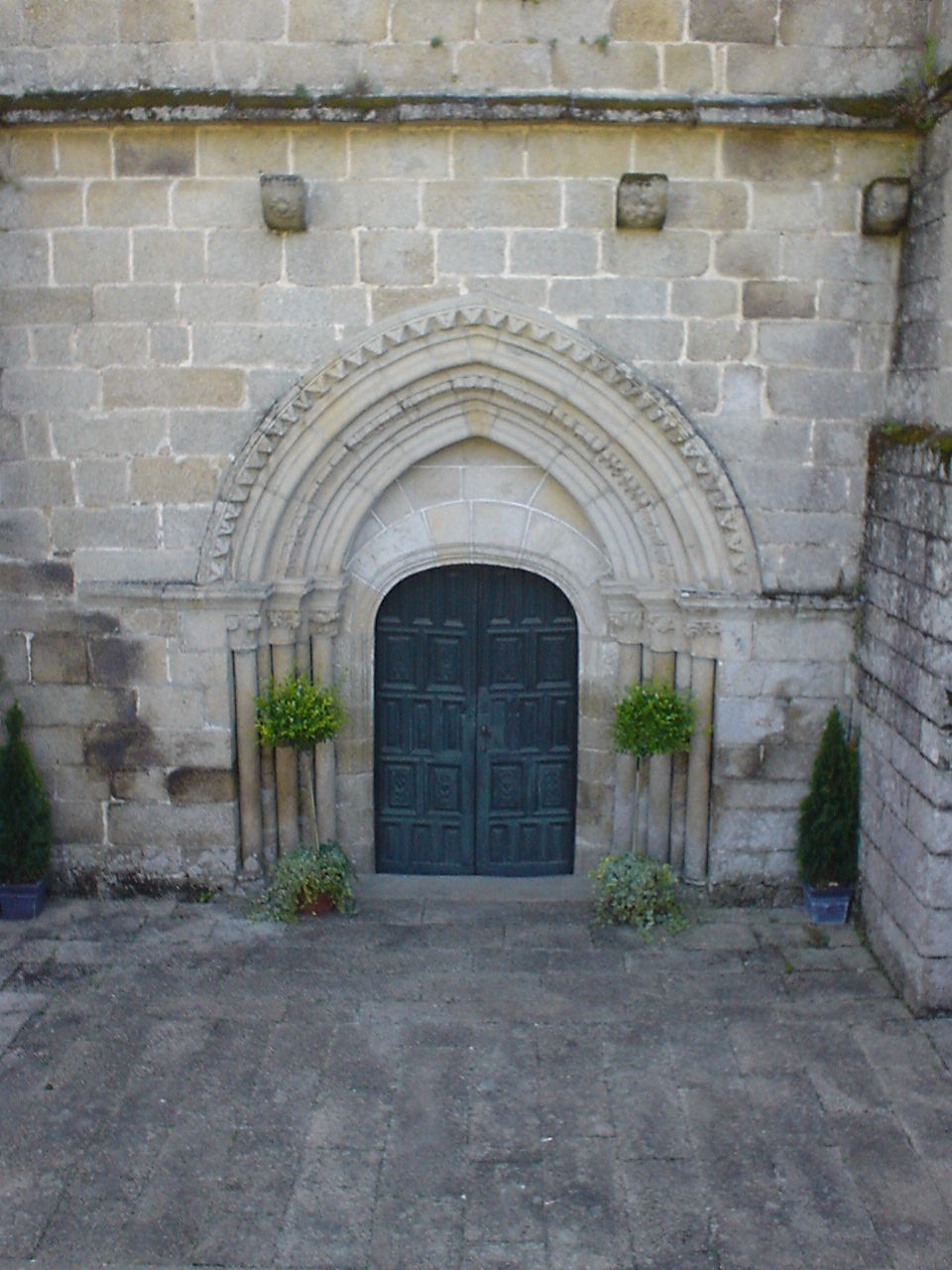
Portal der Kirche

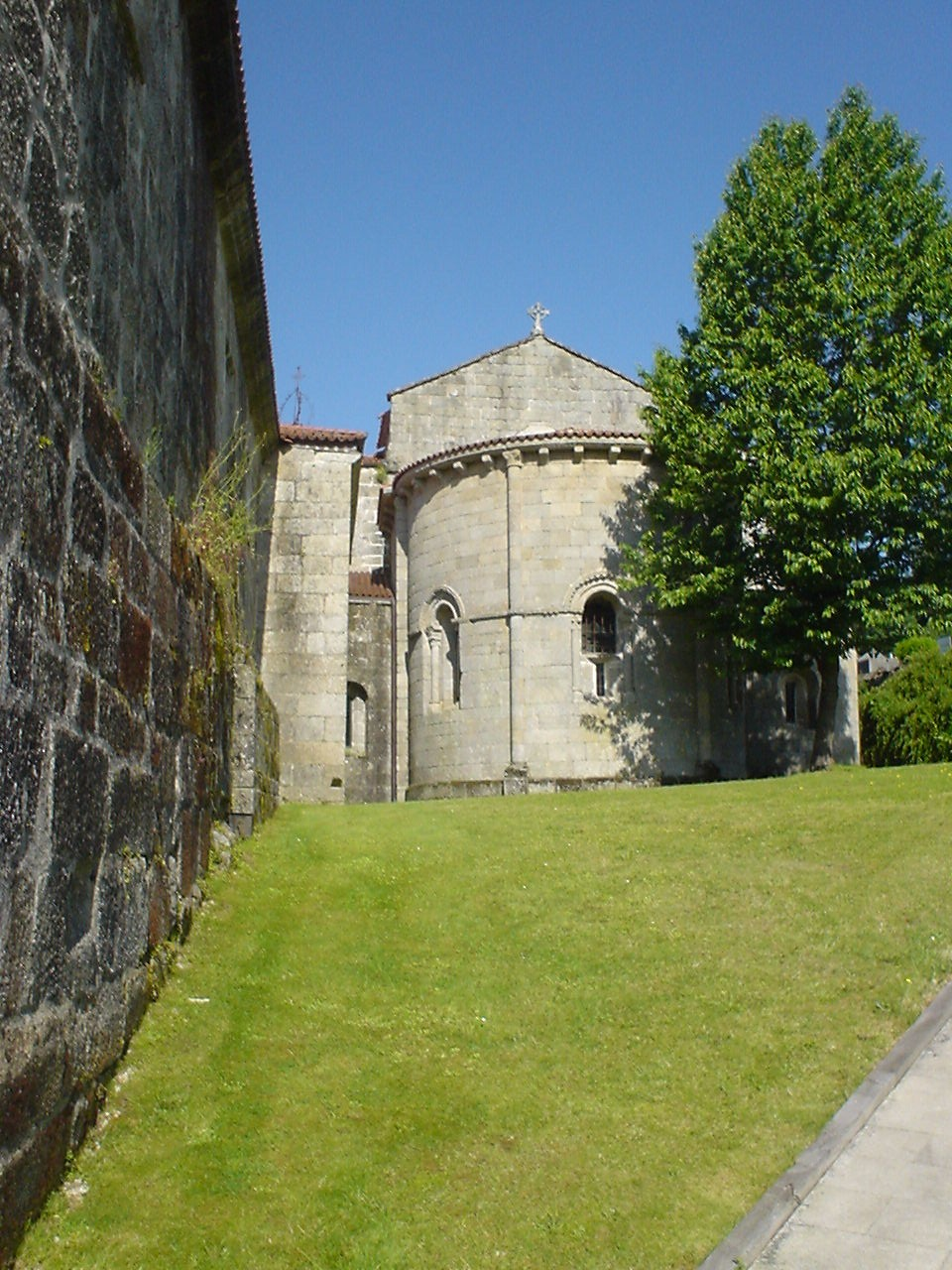
Kirche von Osten

Die Ursprünge des Klosters sollen auf das 7. Jahrhundert zurückgehen, urkundlich erwähnt wird es im Jahr 928. Im Jahr 1225 erfolgte der Anschluss an den Zisterzienserorden als Tochterkloster von Kloster Melón aus der Filiation der Primarabtei Clairvaux. Im Jahr 1536 (nach anderer Quelle schon 1530) schloss es sich nach langem Niedergang der kastilischen Zisterzienserkongregation an, was zu einem erneuten Aufblühen führte. 1835 erfolgte die Auflösung durch die Regierung Mendizábal. Im Kloster fanden verschiedene Einrichtungen der Gemeinde Platz. 1931 wurde das Kloster zum Nationaldenkmal erklärt. Heute wird es als Hotelanlage genutzt, die Kirche von der Pfarrei. San Clodio gilt als eine der Wiegen des Ribeiro-Weins.

## Bauten und Anlage
Die dreischiffige, vierjochige Klosterkirche wurde zwischen 1220 und 1250 errichtet. Sie hat drei halbkreisförmige Apsiden. Die Fassade der Klosterkirche mit ihrer großen Rosette ist eine der wenigen mittelalterlichen erhaltenen in Galicien. Die erhaltenen Klostergebäude mit zwei Kreuzgängen datieren nicht früher als in das 17. Jahrhundert zurück.